# Toranj (miasto Pakrac)
Toranj – wieś w Chorwacji, w żupanii pożedzko-slawońskiej, w mieście Pakrac. W 2011 roku liczyła 75 mieszkańców.